# Пітер Голл (режисер)
Сер Пітер Реджіналд Фредерік Голл (22 листопада 1930 — 11 вересня 2017) — видатний англійський театральний, оперний та кінорежисер, нагороджений Орденом Британської імперії
У 1955 році він представив Лондонській публіці творчість Семюеля Беккета з Великої Британії у прем'єрі п'єси Чекаючи на Годо.
П.Голл заснував Королівську Шекспірівську компанію (1960—1968 рр.) і продовжував утверджувати міжнародну репутацію театру, опери, кіно і телебачення. Він був директором Національного театру (1973—1988 рр.) і художнім керівником Глайндборнського оперного фестивалю (1984—1990 рр.). Він створив компанію «Пітер Голл» (1998—2011) і став директором-засновником The Rose Theatre в Кінгстоні в 2003 році. Протягом своєї кар'єри він постійно лобіював державне фінансування мистецтв

## Раннє життя і кар'єра
Пітер Реджіналд Фредерік Голл народився в Суффолку у Бері-Сент-Едмендс. Він єдиний син Грейс Флоренції (уроджена Паммент) і Реджинальда Артура Едварда Голла. Його батько був начальником станції і сім'я деякий час жила на станції Грейт-Шелфорд. Він виборов стипендію Перської школи в Кембриджі. Перед початком подальшої стипендії для читання англійської мови в Сент-Катарінському коледжі в Кембриджі П.Голл проходив національну службу в Німеччині в штаб-квартирі RAF з освіти в Бюкерберг. Під час навчання в Кембриджі він поставив і виступав у багатьох п'єсах, зрежисував п'ять у своєму останньому році та ще три для Літнього фестивалю Товариства Марлоу. Він закінчив у 1953 році комітет Університетського аматорського драматичного клубу (ADC). У тому ж році П.Голл організував свою першу професійну п'єсу «Лист В. Сомерсета Моема» в Королівському театрі Віндзора. У 1954 і 1955 роках, П.Голл був директором Оксфордського театру, де керував кількома відомими молодими акторами, серед яких Ронні Баркер, Біллі Уайтлау, Ейлін Аткінс і Меггі Сміт також були учасниками компанії як виконавчі керівники асистентів
З 1955—1957 рр. П.Голл перейшов у художній театр у Лондоні, де він керував англійською прем'єрою фільму «Чекаючи на Годо». Завдяки успіху його діяльність відразу привернула увагу, зокрема, Теннессі Вільямса, для кого він буде керувати лондонською прем'єрою Каміно-Реал (1957) і «Кіт на гарячому олов'яному даху» (1958) Гарольда Пінтера. Інші постановки в театрі проходили англійською мовою прем'єрі фільму Вальс Тореадорів від Жана Ануйя.

## RSC і Національний театр
П.Голл дебютував на сцені Королівського Шекспірівського театру в Стретфорді-на-Ейвоні в 1956 році у п'єсі «Марні зусилля кохання» у його сезонах 1957—1959 рр. він включав в себе «Цимбеллін»  Пеггі Ешкрофт, як Імоджен, «Коріолан» з Лоуренсом Олів'є і «Сон літньої ночі»з Чарльзом Лафтоном.
У 1960 році, у віці 29 років, П.Голл замінив Глена Б'ям Шоу, як директор фестивалю, розширивши протягом року його діяльність і заснував Королівську шекспірівську компанію, щоб здійснити свою мрію бути резидентом ансамблю акторів, директорів і дизайнерів, що виробляють як сучасні та класичні тексти, що мають особливий домашній стиль. Компанія не тільки грала в Стратфорді, але й у театрі Одвич, першому лондонському будинку. 
П.Голл здійснив такі постановки, як «Гамлет» (1965, Девід Ворнер), «Ревізор» (1966, Пол Скофілд), а також світову прем'єра Гарольда Пінтера «Гаряче повернення додому» (1965) та «Війни червоної і білої троянди» (1963), адаптовані Джоном Бартоном з історії Шекспіра. Остання була названа як «найбільша шекспірівська подія в живій пам'яті, яка також заклала вчення про відношення Шекспіра до сучасного світу». Він був описаний як «найбільша Шекспірівська подія в людській пам'яті людей в яких також закладено вчення про Шекспірівських актуальність в сучасному світі». Пітер Голл вийшов з RSC у 1968 році після майже десяти років його директора.
П.Голл був призначений директором Національного театру в 1973 році і очолював організацію протягом п'ятнадцяти років до 1988 року. Він контролював переміщення з Олд Вік в новий, спеціально побудований комплекс у районі Саут-Банк в умовах широкомасштабного скептицизму та бурхливих союзних хвилювань, перетворення потенційної катастрофи в історію великого успіху залишається сьогодні". Розчарувавшись від затримки будівництва, П.Голл вирішив перевести компанію в недобудований будинок і відкрити його театр театром, оскільки кожен наближається до завершення. Витяги з його виробництва Тамерлан Великий з Альберт Фінні проводилися на відкритих терасах, безкоштовно перехожим.
П.Голл керував тридцятьма виставами для RSC, включаючи прем'єри світової прем'єри Гарольда Пінтера «Нічия Земля» (1975, разом з Джоном Гілгудом і Ральфом Річардсоном) та «Зрадою» (1978), Пітер Шаффер з «Амадей» (1979, з Пол Скофілд та Саймоном Келлоумом), а також лондонських і Бродвейських прем'єрах «Спальні» Фарсе Алана Айкборна.
Інші знакові постановки, що входять Орестея (1981, у редакції Тоні Харрісон з музикою Харрісона Бертуисла), який став першим грецьким виставі виконають іноземної компанії в стародавній театр в Епідаврі; Скотний двір (в його ж екранізації, 1984); і Антоній і Клеопатра (1987, з Джуді Денч і Ентоні Гопкінсом). Голл повернувся в НТ востаннє у 2011 році з постановкою «Дванадцята ніч», організованої компанією відсвяткувати його вісімдесятиріччя. Його дочка, Ребекка Голл, грала Віолу.

## Подальша театральна кар'єра
Після звільнення з RSC у 1988 році, П.Голл почав свою власну комерційну компанію з постановки у Вест-Енді і на Бродвеї Теннессі Вільямса Орфей спускається (з Ванессою Редгрейв) і «Венеціанського купця» (з Дастіном Хоффманом). У Петровському залі компанія пішла на сцені більше шістдесяти п'єс у співпраці з низкою партнерів, у тому числі виробляти Білл Кенрайт і Тельма Холт. На додаток до репертуарі ансамблю сезону на «Олд Вік» (1997), ця компанія користується тривале співробітництво з театр Королівська ванна в якій серії літніх фестивалів були організовані з 2003—2011: багато творів були згодом виконані на внутрішніх і міжнародних турів і у Вест-Енді. Грає у Ідеальному чоловікові Оскара Уайльда (1992), Пем Гемс' Піаф (1993, з Елейн Пейдж), «Гамлет» (1994, з Стівеном Діллейном), Будівничий Сольнес Генріка Ібсена (1995, С Алан Бейтс), Трамвай «Бажання» (1997, з Джессікою Ланж), Джуліан Берріз Ленні (1999, з Едді Іззард), Як вам це сподобається (2003, з Ребеккою Голл і Ден Стівенс), Брайан Кларк'и , чиє життя це все одно?'' (2005, з Кім Кетролл), п'ятдесятиріччя виробництва в очікуванні Годо, боягузз Сінної лихоманкою (2006, з Джуді Денч) і Шоу з Пігмаліон (2007, Тім Піготт-Сміт і Мішель Докері). Зал остаточне визнання вистави для його компанії були Генріх IV, Частина 1 і Частина 2 (2011), поставлений в театрі Королівська Ванна.
Інформація про П.Голла широко поширюється в США, включаючи світова прем'єра «Чотири павіани» Джона Гуара «Обожнюють сонце» (1992 р., Лінкольн-Центр), три п'єси Шекспіра з Театральною групою в Лос-Анджелесі (1999 і 2001) та дев'ять годин епопеї «Танталус» Джона Бартона (2000, спільне виробництво RSC з Центром виконавських мистецтв в Денвері.
У 2003 році Пітер Голл став засновником і директором театру Троянда (The Rose Theatre) — нової будівлі, яка буде побудована в Кінгстоні-на-Темзі, чий проект був натхненний оригіналом Єлизавети. Він керував низкою постановок там, у тому числі Чеховського «Дядя Ваня», який відкрив будівлю у 2008 році, та мрію «Івано-Франківська ніч» (2010, з Джуді Денч як Титанія). Зал також був заступником директора The Rose Kingston.

## Опера
Пітер Голл був також всесвітньо відомий, як оперний режисер, попрацювавши в багатьох провідних театрах у тому числі Королівська опера, в Метрополітен-Опері в Нью-Йорк, Х'юстон Гранд Опера, Лос-Анджелес Опера, Лірична Опера Чикаго і Байройт фестиваль, де він, з диригентом Георгом Шолто, спрямованих Вагнера «кільце нібелунга» («кільце нібелунга») в 1983 році на честь сторіччя з дня смерті композитора. виробництво було грав до 1986 року. зал влаштували світові прем'єри Майкл Тіппетт-це вузол сад (1970) і Новий Рік (1989). Він мав тісні стосунки з Глайндборнським фестивалем, де він був художнім керівником з 1984 по 1990 рік зняла більше двадцяти вистав, у тому числі Моцарта/да Понте опер. Його виробництво Бенджаміна Бріттена Сон в літню ніч (1981) була відроджена дев'ять разів, в останній раз 35 років після прем'єри в серпні 2016 року. у залі також Режисер Альберт Херрінг Бенджаміна Бріттена, Каваллі Ла Калісто, Монтеверді Іль риторно д повернення Улісса на батьківщину і Глюка "Орфей і Еврідіка (всі з Джанет Бейкер); «коронація Поппеи» і «Кармен» — як його тоді дружина, Марія Юінг, з якими він також поставив знаменитий Соломія (Королівська Опера Лондон і Лос-Анджелес опера) в 1986 році.

## Кіно та телебачення
Фільми П.Голла для кіно та телебачення включають «Акенфілд» (1974), за романом Рональда Блайта, знятому у рідному місті Саффолк за участі місцевих жителів. Він був відновлений у 2016 році БФІ. Фільм «Холода» «She Been Away» написав Стівен Поліакофф і зіграв Пеггі Ешкрофт та Джеральдін Джеймс, які обидва отримали нагороди за свої вистави на Венеціанському кінофестивалі.

## Книги
П.Голл написав такі книги про театр: «Необхідний театр» (1999), Експозиція «Маска» (2000) та «Порадник Шекспіра» для гравців (2003). Щоденники «Пітер Голл» — «Історія драматичної битви» під редакцією Джона Гудвіна, вперше були опубліковані в 1983 році і підтвердили свою боротьбу за створення Національного театру на Південному березі. Його автобіографія «Спроба виставки про себе» була опублікована в 1993 році.

## Нагороди
Пітер Голл був удостоєний нагороди Орден Британської імперії в 1963 році і отримав звання лицаря в 1977 році за його службу в театрі.
Він також був нагороджений Швейцарським орденом мистецтв та літератури (1965), отримав премію Шекспіра Гамбургського університету (1967) і був обраний членом Афінської академії служби грецької драми (2004).
Його численні професійні нагороди та номінації включали два TONY (The Homecoming і Amadeus) та чотири нагороди за значні досягнення в мистецтві. У 2005 році П.Голл був занесений до зали слави Американського театру. Він був канцлером університету Кінгстона (2000—2013), який був студентом кафедри театрального мистецтва в Університеті Х'юстона (1999—2002 рр.) Також він був відзначений почесними докторами з ряду університетів, включаючи Кембридж, Йорк, Ліверпуль, Бат і Лондон.

## Особисте життя
П. Голл був одружений чотири рази. У нього — шість дітей та дев'ять онуків.
Його першою дружиною була французька актриса Леслі Карон, з якою він мав сина Крістофера (1957) і доньку Дженніфер (1958).
Разом з другою дружиною Жаклін Тейлор вони виховали сина Едварда (1966) та доньку Люсі (1969).
П.Голл також одружився у 1982 році на американській оперній співачці Марі Евінг. У них народилась донька  Ребекка (1982). Нарешті він одружився з Нікі Фрей. У пари народилась донька Емма (1992).
П.Голл працював з усіма своїми дітьми: у Національному театрі Дженніфер зіграла Міранду в The Tempest (1988); Ребекка, у віці дев'яти років, зіграла молоду Софі на адаптації каналу Camomile Lawn на каналі 4, для компанії «Пітер Голл» вона зіграла Віві в професії пані Воррен (2002), Розалінд в «Як вам сподобається» (2003), Марія в дочці Галліео (2004)), а для НТ, Віола в дванадцяту ніч (2011); Емма, у віці двох років, зіграла Джозефа в Якобі (2004, TV Movie); для компанії «Пітер Голл» Люсі розробив Гамлет (1994), «Кукушки» (2003) і чиє життя це в усякому разі? (2005 р.); Крістофер випустив телевізійну драми каналу «The Final Passage» (1996); Едвард керував сценою епосу Танталус (2000).
У П.Голла було діагностовано деменцію. І в 2011 році він перестав брати активну участь в громадському житті.

## Смерть
11 вересня 2017 року Пітер Хол помер в лікарні університетського коледжу в Лондоні, в оточенні родини. Йому було 86 років..

## Сценічні постановки
- The Letter (W. Somerset Maugham, Theatre Royal Windsor) 1953
- Blood Wedding (Lorca, London debut, Arts Theatre) 1954
- The Impresario from Smyrna (Goldoni, Arts Theatre) 1954
- The Immoralist (Gide, Arts Theatre) 1954
- Listen to the Wind (Angela Jeans, music by Vivian Ellis, Arts Theatre) 1954
- The Lesson (Ionesco, Arts Theatre) 1955
- South (Julian Green, Arts Theatre) 1955
- Mourning Becomes Electra (O'Neill, Arts Theatre) 1955
- Waiting for Godot (Beckett, English-language world premiere, Arts Theatre) 1955
- The Burnt Flower-Bed (Ugo Betti, Arts Theatre) 1955
- Summertime (Ugo Betti, Arts Theatre) 1955
- The Waltz of the Toreadors (Jean Anouilh, English-language premiere, Arts Theatre) 1956
- Gigi (Colette, New Theatre) 1956
- Love's Labours Lost (Shakespeare, Stratford-on-Avon) 1956
- The Gates of Summer (John Whiting, New Theatre Oxford) 1956
- Camino Real (Tennessee Williams, Phoenix Theatre, London) 1957
- The Moon and Sixpence (John Gardner, opera debut, Sadlers Wells) 1957
- Cymbeline (Shakespeare, Stratford-on-Avon) 1957
- The Rope Dancers (Morton Wishengard, New York debut, Cort Theatre) 1957
- Cat on a Hot Tin Roof (Tennessee Williams, Comedy Theatre) 1958
- Twelfth Night (Shakespeare, Stratford-on-Avon) 1958
- Brouhaha (George Tabori, Aldwych) 1958
- 'Shadow of Heroes (Robert Ardrey, Piccadilly Theatre) 1958
- Madame de… (Anouilh, Arts Theatre) 1959
- Traveller Without Luggage (Anouilh, Arts Theatre) 1959
- A Midsummer Night's Dream (Shakespeare, Stratford-on-Avon) 1959
- Coriolanus (Shakespeare, Stratford-on-Avon) 1959
- The Wrong Side of the Park (John Mortimer, Cambridge Theatre) 1959
- The Two Gentlemen of Verona (Shakespeare, Royal Shakespeare Company) 1960
- Twelfth Night (Shakespeare, RSC) 1960
- Troilus and Cressida (Shakespeare, RSC) 1960
- Ondine (Giradoux, RSC, Aldwych) 1961
- Becket (Anouilh, RSC, Aldwych) 1961
- Romeo and Juliet (Shakespeare, RSC) 1961
- A Midsummer Night's Dream (Shakespeare, RSC) 1962
- The Collection (Pinter, RSC) 1962
- Troilus and Cressida (Shakespeare, RSC) 1962
- The Wars of the Roses (adapted with John Barton from Shakespeare's Henry VI Parts 1, 2 and 3 and Richard III, RSC) 1963
- Richard 11 (Shakespeare, RSC) 1964
- Henry 1V Parts 1 and 2 (Shakespeare, RSC) 1964
- Henry V (Shakespeare, RSC) 1964
- Eh? (Henry Livings, RSC, Aldwych) 1964
- The Homecoming (Pinter, world premiere, RSC) 1965
- Moses and Aaron (Schoenberg, UK premiere, Royal Opera House) 1965
- Hamlet (Shakespeare, RSC) 1965
- The Government Inspector (Gogol, RSC, Aldwych) 1966
- The Magic Flute (Mozart, Royal Opera House) 1966
- Staircase (Charles Wood, RSC, Aldwych) 1966
- Macbeth (Shakespeare, RSC) 1967
- A Delicate Balance (Edward Albee, RSC, Aldwych) 1969
- Dutch Uncle (Simon Gray, RSC, Aldwych) 1969
- Landscape and Silence (Pinter, world premieres, RSC, Aldwych) 1969
- The Knot Garden (Tippett, world premiere, Royal Opera House) 1970
- La Calisto (Cavalli, Glyndebourne debut, Glyndebourne Festival Opera) 1970
- The Battle of the Shrivings (Shaffer, Lyric Theatre) 1970
- Eugene Onegin (Tchaikovsky, Royal Opera House) 1971
- Old Times (Harold Pinter, world premiere, RSC Aldwych) 1971
- Tristan und Isolde (Wagner, Royal Opera House) 1971
- All Over (Edward Albee, RSC, Aldwych) 1972
- Il Ritorno d'Ulisse (Monteverdi, Glyndebourne Festival Opera) 1972
- Via Galactica (lyrics by Christopher Gore, music by Galt McDermot, New York) 1972
- Le Nozze di Figaro (Mozart, Glyndebourne Festival Opera) 1973
- The Tempest (Shakespeare, National Theatre) 1973
- John Gabriel Borkman (Ibsen, NT) 1974
- Happy Days (Beckett, NT) 1974
- No Man's Land (Pinter, world premiere, NT) 1975
- Hamlet (Shakespeare, official opening of the Lyttelton, NT) 1975
- Judgement (Barry Collins, NT) 1975
- Tamburlaine the Great (Christopher Marlowe, official opening of the Olivier, NT) 1976
- Bedroom Farce (Ayckbourn, also co-director, London and US premieres, NT and Broadway) 1977
- Don Giovanni (Mozart, Glyndebourne Festival Opera) 1977
- Volpone (Ben Jonson, NT) 1977
- The Country Wife (Wycherley, NT) 1977
- Cosi fan Tutte (Mozart, Glyndebourne Festival Opera) 1978
- The Cherry Orchard (Chekhov, NT) 1978
- Macbeth (Shakespeare, NT) 1978
- Betrayal (Pinter, world premiere, NT) 1978
- Fidelio (Beethoven, Glyndebourne Festival Opera) 1979
- Amadeus (Peter Shaffer, world premiere, NT) 1979
- Othello (Shakespeare, NT) 1980
- A Midsummer Night's Dream (Britten, Glyndebourne Festival Opera) 1981
- The Oresteia (Aeschylus, trans. Harrison, NT and Epidaurus) 1981
- Orfeo et Eurydice (Gluck, Glyndebourne Festival Opera) 1982
- The Importance of Being Earnest (Wilde, NT) 1982
- Macbeth (Verdi, Metropolitan Opera, New York) 1982
- Other Places (Pinter, world premiere, NT) 1982
- Der Ring des Nibelungen (Wagner, Bayreuth Festival Opera) 1983
- Jean Seberg (lyrics by Christopher Adler, book by Julian Barry, music by Marvin Hamlisch, NT) 1983
- Animal Farm (George Orwell, adapted by Hall, NT) 1984
- Coriolanus (Shakespeare, NT and Athens) 1984
- L'Incoronazione di Poppea (Monteverdi, Glyndebourne Festival Opera) 1984
- Yonadab (Shaffer, world premiere, NT) 1985
- Carmen (Bizet, Glyndebourne) 1985
- Albert Herring (Britten, Glyndebourne) 1985
- The Petition (Brian Clark, NT) 1986
- Simon Boccanegra (Verdi, Glyndebourne) 1986
- Salome (Strauss, LA Opera) 1986
- Coming In To Land (Poliakoff, world premiere, NT) 1986
- Antony and Cleopatra (Shakespeare, NT) 1987
- La Traviata (Verdi, Glyndebourne) 1987
- Entertaining Strangers (David Edgar, NT) 1987
- Cymbeline (Shakespeare, NT, Moscow and Epidaurus) 1988
- The Winter's Tale (Shakespeare, NT, Moscow and Epidaurus) 1988
- The Tempest (Shakespeare, NT, Moscow and Epidaurus) 1988
- Falstaff (Verdi, Glyndebourne) 1988
- Orpheus Descending (Tennessee Williams, Peter Hall Company, Haymarket and Broadway) 1988/9
- The Merchant of Venice (Shakespeare, PHCo, Phoenix Theatre and Broadway) 1989/90
- New Year (Tippett, world premiere, Houston Opera) 1989
- Le Nozze di Figaro (Mozart, Glyndebourne) 1989
- The Wild Duck (Ibsen, trans. Hall/Ewbank, PHCo, Phoenix Theatre) 1990
- Born Again (after Ionesco's Rhinoceros, lyrics by Julian Barry, music by Jason Carr, PHCo/Chichester Festival Theatre) 1990
- The Homecoming (Pinter, PHCo Comedy Theatre) 1990
- Twelfth Night (Shakespeare, PHCo, Playhouse Theatre) 1991
- Tartuffe (Moliere, trans. Bolt, PHCo, Playhouse Theatre) 1991
- The Rose Tattoo (Tennessee Williams, PHCo, Playhouse Theatre) 1991
- Four Baboons Adoring the Sun (John Guare, world premiere, Lincoln Center) 1992
- All's Well That Ends Well (Shakespeare, RSC, Swan) 1992
- The Gift of the Gorgon (Shaffer, world premiere, RSC, Barbican and Wyndham's Theatre) 1992
- An Ideal Husband (Wilde, PHCo/Bill Kenwright Ltd, Globe Theatre and Broadway) 1992
- The Magic Flute (Mozart, LA Opera) 1993
- Separate Tables (Rattigan, PHCo/BKL, Albery Theatre) 1993
- Lysistrata (Aristophanes, trans. Bolt, PHCo/BKL, Old Vic, Wyndham's and Epidaurus) 1993
- She Stoops to Conquer (Goldsmith, PHCo/BKL, Queen's Theatre) 1993
- Piaf (Pam Gems, PHCo/BKL, Piccadilly Theatre) 1993
- An Absolute Turkey (Feydeau, trans. Hall/Frei, PHCo/BKL, Globe Theatre) 1994
- On Approval (Lonsdale, PHCo/BKL, Playhouse Theatre) 1994
- Hamlet (Shakespeare, PHCo/BKL, Gielgud Theatre) 1994
- The Master Builder (Ibsen, trans. Hall/Ewbank, PHCo/BKL, Haymarket) 1995
- Julius Caesar (Shakespeare, RSC) 1995
- Mind Millie for Me (Feydeau, trans. Hall/Frei, PHCo/BKL, Haymarket) 1996
- The Oedipus Plays (Sophocles, trans. Bolt, NT, Athens and Epidaurus) 1996
- A Streetcar Named Desire (Tennessee Williams, PHCo/BKL, Haymarket) 1997
- Waste (Granville Barker, PHCo, Old Vic) 1997
- The Seagull (Chekhov, trans. Stoppard, PHCo, Old Vic) 1997
- Waiting for Godot (Beckett, PHCo, Old Vic) 1997
- King Lear (Shakespeare, PHCo, Old Vic) 1997
- The Misanthrope (Moliere, trans. Bolt, PHCo/BKL, Piccadilly Theatre) 1988
- Major Barbara (George Bernard Shaw, PHCo/BKL, Piccadilly) 1988
- Filumena (de Fillipo, PHCo/BKL, Piccadilly) 1998
- Amadeus (Shaffer, PHCo, Old Vic and Broadway) 1998/9
- Kafka's Dick (Alan Bennett, PHCo/BKL Piccadilly) 1998
- Measure for Measure (Shakespeare, Center Theater Group, Los Angeles) 1999
- A Midsummer Night's Dream (Shakespeare, Center Theater Group, LA) 1999
- Lenny (Julian Barry, PHCo, Queen's Theatre) 1999
- Cuckoos (Manfredi, trans. Teevan, PHCo, Gate Theatre) 2000
- Tantalus (John Barton, world premiere, RSC/Denver Center for the Performing Arts, Denver, UK tour and Barbican) 2000/1
- Romeo and Juliet (Shakespeare, Center Theater Group, LA) 2001
- Japes (Simon Gray, world premiere, PHCo, Haymarket) 2001
- Troilus and Cressida (Shakespeare, Theatre for a New Audience, off-Broadway) 2001
- Otello (Verdi, Glyndebourne and Lyric Opera, Chicago) 2001
- The Royal Family (Ferber, PHCo, Haymarket) 2001
- Lady Windermere's Fan (Wilde, PHCo, Haymarket) 2002
- The Bacchai (Euripides, trans. Teevan, NT and Epidaurus) 2002
- Albert Herring (Britten, Glyndebourne) 2002
- Mrs Warren's Profession (Shaw, PHCo, Strand Theatre) 2002
- Where There's a Will (Feydeau, trans. Frei, PHCo/Theatre Royal Bath) 2003
- Betrayal (Pinter, PHCo/Theatre Royal Bath, UK tour and West End) 2003
- Design for Living (Coward, PHCo/Theatre Royal Bath and UK tour) 2003
- As You Like It (Shakespeare, PHCo/Theatre Royal Bath, UK and US tour) 2003/4
- Le Nozze di Figaro (Mozart, Lyric Opera Chicago) 2003
- Happy Days (Beckett, PHCo/Theatre Royal Bath and Arts Theatre) 2003
- Man and Superman (Shaw, PHCo/Theatre Royal Bath) 2004
- Gallileo's Daughter (Timberlake Wertenbaker, world premiere, PHCo/Theatre Royal Bath) 2004
- The Dresser (Harwood, PHCo/Theatre Royal Bath, UK tour and West End) 2004
- Whose Life is it Anyway? (Brian Clark, PHCo/Sonia Friedman Productions, Duke of York's) 2005
- La Cenerentola' (Rossini, Glyndebourne) 2005
- Much Ado About Nothing (Shakespeare, PHCo/Theatre Royal Bath) 2005
- You Never Can Tell (Shaw, PHCo/Theatre Royal Bath and West End) 2005
- Waiting for Godot (Beckett, 50th anniversary production, PHCo/Theatre Royal Bath, UK tour and West End) 2005/6
- A Midsummer Marriage (Tippett, Lyric Opera Chicago) 2005
- The Importance of Being Earnest (Wilde, Los Angeles and New York) 2006
- Hay Fever (Coward, PHCo/Bill Kenwright Ltd, Haymarket) 2006
- Measure for Measure (Shakespeare, PHCo/Theatre Royal Bath) 2006
- Habeas Corpus (Alan Bennett, PHCo/Theatre Royal Bath and UK tour) 2006
- Amy's View (David Hare, PHCo/Theatre Royal Bath, UK tour and West End) 2006
- Old Times (Pinter, PHCo/Theatre Royal Bath and UK tour) 2007
- Little Nell (Simon Gray, world premiere, PHCo/Theatre Royal Bath) 2007
- Pygmalion (Shaw, PHCo/Theatre Royal Bath and Old Vic) 2007/8
- The Vortex (Coward, PHCo/BKL, Windsor, UK tour and West End) 2007/8
- Uncle Vanya (Chekhov, trans. Mulrine, English Touring Theatre, Rose Kingston and UK tour) 2008
- The Portrait of a Lady (Henry James, adapted by Frei, PHCo/Theatre Royal Bath and Rose Kingston) 2008
- A Doll's House (Ibsen, trans. Mulrine, PHCo/Theatre Royal Bath and Rose Kingston) 2008
- Love's Labours Lost (Shakespeare, Rose Kingston) 2008
- The Browning Version (Rattigan, PHCo/Theatre Royal Bath and UK tour) 2009
- The Apple Cart (Shaw, PHCo/Theatre Royal Bath) 2009
- Bedroom Farce (Ayckbourn, PHCo/BKL, Rose Kingston and West End) 2010
- The Rivals (Sheridan, PHCo/Theatre Royal Bath, UK tour and West End) 2010
- Twelfth Night (Shakespeare, NT) 2011
- Henry IV Parts 1 and 2 (Shakespeare, PHCo/Theatre Royal Bath) 2011

## Кіно та телебачення
- Work Is a Four-Letter Word (1968)
- Сон літньої ночі (A Midsummer Night's Dream; 1968)
- Three into Two Won't Go (1969)
- Perfect Friday (1970)
- The Homecoming (1973)
- Akenfield (1974)
- When Mother Went on Strike (1974)
- Aquarius TV (presenter: 1975—1976)
- She's Been Away (BBC Films, 1980: wins two awards at the Venice Film Festival)
- The Camomile Lawn (Channel 4 TV mini-series, 1992)
- Jacob (TV movie, 1994)
- Never Talk to Strangers (1995)
- The Final Passage (Channel 4 TV, 1996)

П.Голл також знімав багато своїх сценічних постановок і опер для телебачення.

## Книги
- The Wars of the Roses (with John Barton: BBC Books) 1970
- John Gabriel Borkman (Ibsen, trans. with Inga-Stina Ewbank: Athlone Press) 1975
- Peter Hall's Diaries: the Story of a Dramatic Battle (ed. John Goodwin: Hamish Hamilton) 1983; reissued (Oberon Books) 2000
- Animal Farm (stage adaptation of George Orwell's novel: Heinemann Press/Methuen) 1986
- The Wild Duck (Ibsen, trans. with Inga-Stina Ewbank: Absolute Classics) 1990
- Making An Exhibition of Myself (autobiography: Sinclair-Stevenson Ltd) 1993; updated (Oberon Books) 2000
- An Absolute Turkey (Feydeau, trans. with Nicki Frei: Oberon Books) 1994
- The Master Builder (Ibsen, trans. with Inga-Stina Ewbank) 1995
- The Necessary Theatre (Nick Hern Books) 1990
- Exposed by the Mask: Form and Language in Drama (Oberon Books) 2000
- Shakespeare's Advice To The Players (Oberon Books) 2003

## Діяльність
Пітер Голл почав виступати в якості студента в Кембриджському університеті, де Даді Рілендс навчав його декламувати вірші Шекспіра. Він був також вплинув на його розуміння Шекспіра літературним критиком і вчителем Ф. Р. Лейвісом. Пізніше він виступав у трьох німецьких фільмах 1973—1975 рр.: Дер Фусгангер («Пішохід», режисер Максиміліан Шелль, 1973), Стрікт Альс Муттер («Коли мама пішла на страйк», 1974) та «Дерево лецте Шрай» (The Last Word, 1975).